# Rafelito Mirabal
Rafael de Jesús Mirabal Montes de Oca ( Santo Domingo, República Dominicana; 12 de febrero de 1962), más conocido como Rafelito Mirabal, es un pianista, compositor y arreglista dominicano. Desde mediado de los años 80, ha desarrollado una labor como promotor y director de grupos de jazz, en especial en la región del Cibao en la República Dominicana.

## Biografía
Realizó sus estudios primarios y secundarios en el Colegio de la Salle en su natal Santiago y cursó la carrera de economía en la Universidad Católica Madre y Maestra. Desarrolló su formación musical de forma básicamente autodidacta.  
En 1985, comenzó su carrera como músico profesional y 1987 fundó la banda «Sistema Temperado», con la que se mantiene en activo participando en conciertos  y festivales dentro y fuera de su país. En esta agrupación, ha realizado fusiones de ritmos autóctonos como el merengue con otras formas universales de música como jazz y rock.
Desde 1999 ha asumido la dirección musical del festival  «Arte Vivo»  que se realiza cada año en la ciudad de Santiago de los Caballeros. En ese mismo año, pasó como tecladista a formar parte del grupo 440 de Juan Luis Guerra, permaneciendo en dicha banda hasta el año 2006. 
En 2003 fue merecedor del Premio Nacional de Música Casa de Teatro con su pieza su pieza «Sextendidos». En junio de 2007, participó como miembro del jurado en el «Primer Festival de la Canción Dominicana».
Mirabal se ha vinculado desde sus inicios con toda una generación de jóvenes creadores que definieron una nueva estética dentro de la música dominicana alternativa. Entre estos músicos se encuentran Fellé Vega, Héctor Santana, Kike Del Rosario, Guy Frómeta, y Juan Francisco Ordóñez,  entre otros. A la vez, ha trabajado con grupos y solistas de fusión folcklórica en la República, tales como Patricia Pereyra, Claudio Cohen, Sonia Silvestre, Roldán, Irka y Tadeu, Maridalia Hernández  y Fausto Rey.   También,  ha sido acompañante de solistas de otros países tales como Nelson Ned, Sophy, Gilberto Monroig y Danny Rivera.